# 帕爾馬爾天主教教會

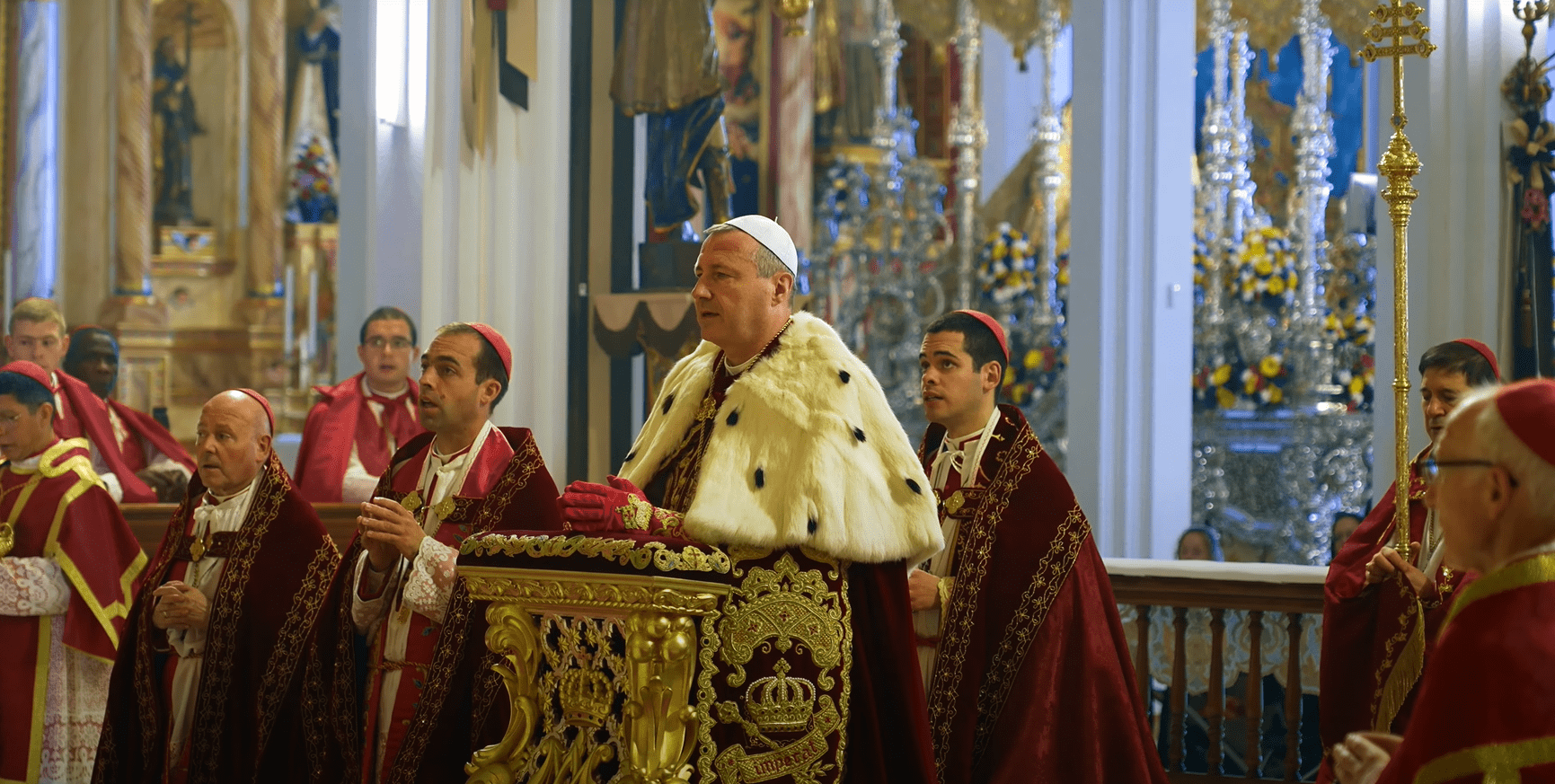
伯多祿三世主持宗座彌撒

聖容加爾默羅會的帕爾馬爾基督教會（西班牙語：Iglesia Cristiana Palmariana de los Carmelitas de la Santa Faz），或簡稱為帕爾馬爾教會，以及直接音譯為帕爾瑪利安教會。是一個自天主教會分裂的新興宗教，屬於獨立天主教會的一支。

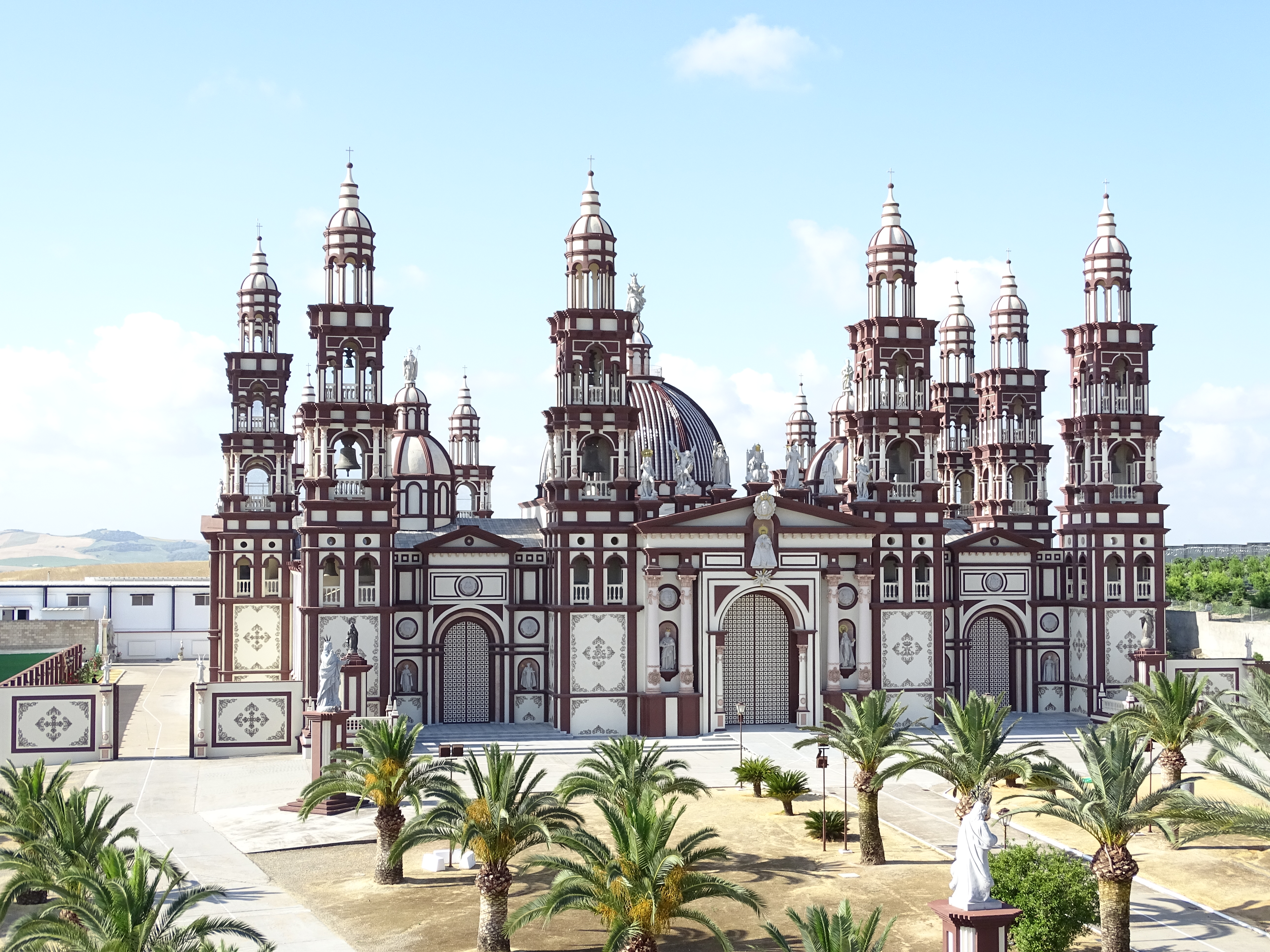
帕爾馬爾天主教教會總部

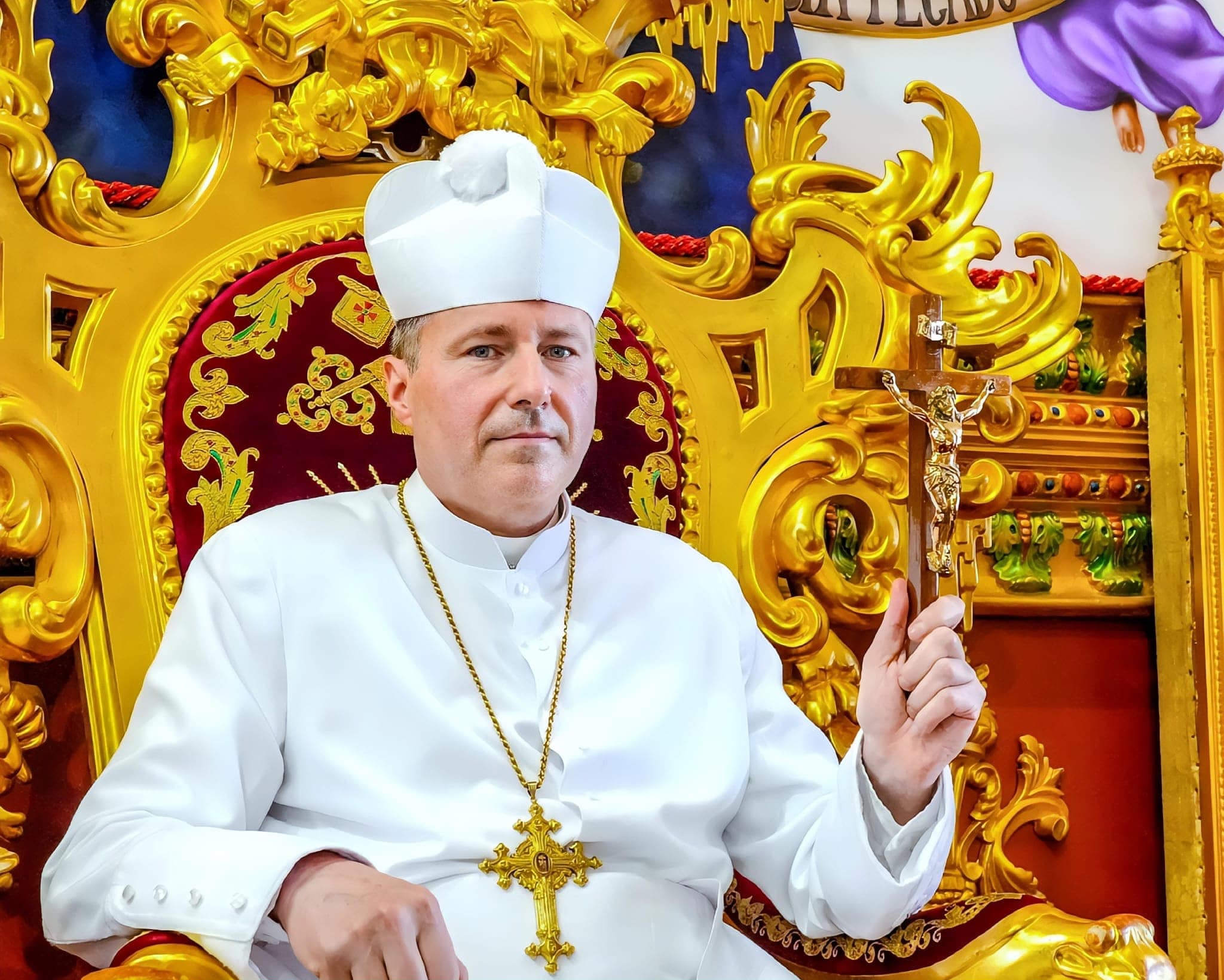
帕爾馬爾天主教教會現任教宗伯多祿三世

帕爾馬爾天主教教會的創始人是西班牙盲人克萊門特·多明格斯·戈梅斯，他自稱獲得聖母啟示，認為當時的教宗保祿六世遭到挾持並最終死於殉道，而他本人則受聖母委任為教宗職位的繼承人。1978年保祿六世死後，多明格斯自立為教宗「國瑞十七世」，宣布若望保祿一世以後的羅馬教宗都是非法的對立教宗。此教會以西班牙塞維利亞省的特羅亞的帕爾馬爾為其教宗教座以及總部所在。
帕爾瑪利安教會現任教宗為瑞士人若瑟·奧德馬特，稱號伯多祿三世，2016年即位。
帕爾馬爾教會的批評者認為該教會具有邪教性質。他們反對梵二大公會議改革措施、宗教自由、普世教會合一運動、同性戀及平信徒參與教會治理。信徒行為規範極為保守，例如不看任何電影或電視、不參加選舉投票、不去游泳池、不賭博、不穿著性感的衣服及不讀報紙。該教會還要求信徒必須和離教者斷絕聯絡，並只和同教會信徒通婚。

## 歷史

### 起源
1968年3月，四位西班牙女學生宣稱自己在特羅亞的帕爾馬爾附近的拉·阿爾卡帕羅薩（La Alcaparrosa）見到聖母顯現，隨後亦有不少人宣稱自己也見到了神視。其中包括克萊門特·多明格斯·戈梅斯，一位來自塞維利亞的保險經紀人。
當時該地區所在的塞維利亞總教區總主教何塞·瑪麗亞·布埃諾·蒙雷阿爾樞機很快地就否定了這起奇蹟事件的真實性，然而這卻無法讓多明格斯停止後續活動。1975年，他成立了一個獨立的修會團體－聖容加爾默羅會，並在隔年1月1日和幾位跟隨者一起從一位流亡的越南裔主教吳廷俶手中領受鐸品。

### 自聖主教
為了保有獨立的運作，多明格斯也汲汲於在他的團體內設立主教職位。因此在1976年1月11日，被說服的吳廷俶又再度祝聖了他以及另外四位跟隨者為主教。這私自祝聖的行為很快就引起教宗保祿六世的注意，吳廷俶在15日得到宗座駐西班牙大使傳達的自科絕罰的宣告。吳主教很快地切斷了與聖容加爾默羅會的關係，但在此之後他也開始了多次私自祝聖主教和與教廷關係時好時壞的生活。雖然如此，隨後多明格斯依然繼續自行祝聖其追隨者為主教。到了1978年時，這個小團體已經有超過九十位自行祝聖的新主教了。

### 宣告即位
1976年5月，多明格斯因車禍而雙目失明。
1976年8月4日，宣稱保祿六世已經被軟禁的多明格斯宣布，他獲得了聖母的天啟，要他預備好擔任保祿六世殉道後的繼承人。隨著1978年8月6日保祿六世的辭世，當時人在哥倫比亞的多明格斯迅速地宣告自己繼承了伯多祿寶座，以國瑞十七世為號，並隨即將教座自羅馬遷移到帕爾馬爾。

### 自創教義
自此聖容加爾默羅會演變為帕爾馬爾天主教會。國瑞十七世宣布將羅馬的若望保祿二世逐出教會，並且封聖了他認定殉道的保祿六世。大航海家哥倫布、西班牙獨裁者弗朗西斯科·佛朗哥、主業會創辦人施禮華神父也被他封為聖人。一則網路惡作劇宣稱帕爾馬爾教會為希特勒封聖，這個說法來自一個虛假的帕爾馬爾教會博客，曾通過維基百科和其他媒介傳播。帕爾馬爾天主教會曾闢謠此事。
1980年，國瑞十七世宣稱已故的教宗庇護五世向他啟示，可以修改脫利騰彌撒。1983年，國瑞十七世頒布了他修改後的彌撒，只保留奉獻禮、成聖體禮及領聖體，約五分鐘就能做完。因此帕爾馬爾天主教會的神父會一次舉行多輪彌撒。
1982年，國瑞十七世宣布撤銷所有不屬於帕爾馬爾天主教會的主教、司鐸和執事的權力，主張除帕爾馬爾教會之外的聖職者均不合法。
1982年，國瑞十七世宣布，不只耶穌基督，聖母瑪利亞也真實臨在於聖體聖事中。這曾是17世紀一些天主教神學家如Cristóbal de Vega的邊緣學說。
1995年，國瑞十七世取消了帕爾馬爾天主教會的樞機團，因此該教會的教宗繼任人選不由秘密會議選舉，而以國務卿為繼承人。
1997年，國瑞十七世聲稱先知以利亞向他啟示：幾個世紀以來，聖經中一直存在錯誤，需要「淨化」。帕爾馬爾教會於2001年出版了獨自版本的聖經。
2000年11月5日，由於教會內部對國瑞十七世的異議日多，十八名主教和七名修女被逐出帕爾馬爾教會。
2005年國瑞十七世去世，國務卿曼努埃爾·阿隆索·科拉爾繼任教宗，稱伯多祿二世。
2011年7月15日伯多祿二世去世，國務卿希內斯·赫蘇斯·埃爾南德斯繼任教宗，稱國瑞十八世。

### 近年醜聞
2016年4月22日，國瑞十八世（埃爾南德斯）宣布因失去信仰而放棄帕爾馬爾教會教宗職位。據透露，國瑞十八世愛上了曾是帕爾馬爾教會修女的離教女性Nieves Triviño，於是離開帕爾馬爾教會和她結婚。埃爾南德斯對媒體說，帕爾馬爾教會的信仰“从一开始就是一场骗局”。帕爾馬爾教會稱埃爾南德斯為「前教宗國瑞十八世，叛教者」，指控他竊取教會資產，極其虛榮，被情慾所腐蝕（將他比作亞歷山大六世）。
2018年6月10日，前教宗埃爾南德斯和妻子Nieves Triviño企圖闖進帕爾馬爾教會總部搶劫，和教會人員鬥毆，他被刀刺傷。之後夫婦二人只被判金錢賠償和緩刑。

## 外部連結
- 官方網站